# Пяри (Вильянди)
Пя́ри (эст. Päri) — деревня в волости Вильянди уезда Вильяндимаа, Эстония. 
До административной реформы местных самоуправлений Эстонии 2017 года входила в состав волости Пярсти.

## География и описание
Расположена в 5 километрах к западу от уездного и волостного центра — города Вильянди, возле шоссе Вильянди—Килинги-Нымме, на краю долины Раудна. Высота над уровнем моря — 82 метра.
Климат умеренный. Официальный язык — эстонский. Почтовый индекс — 71023.

## Население
По данным переписи населения 2011 года, в Пяри проживали 450 человек, из них 433 (96,2%) — эстонцы.
По данным переписи населения 2021 года, в деревне проживали 513 человек, из них 491 (95,7 %) — эстонцы.
Численность населения деревни Пяри:
| Год  | 1959 | 1970 | 1979  | 1989  | 2000  | 2011  | 2021  |
| ---- | ---- | ---- | ----- | ----- | ----- | ----- | ----- |
| Чел. | 73   | ↗ 94 | ↗ 352 | ↗ 494 | ↘ 487 | ↘ 450 | ↗ 513 |

## История
В 1782 году упоминается мыза Perri. Она считается одной из старейших в Вильяндимаа. После земельной реформы 1919 года, в 1920–1930-е годы, на бывших мызных землях сформировалось поселение Пяри, позже получившее статус деревни. В 1977 году, в период кампании по укрупнению деревень, с Пяри были объединена часть деревни Куду (основана в 1970 году) и деревня Уудисмаа (также основана в 1970 году).

## Инфраструктура
В Пяри находится травяное Вильяндиское лётное поле. Лётным полем заведует Лётный клуб Вильянди. Размеры поля 800 метров х 30 метров, грузоподъёмность 7 тонн.
В деревне работают спортивное здание Пяри и библиотека.
Библиотека Пяри обслуживает жителей деревень Пяри, Пинска, Алустре и частично Матапера. Фонд библиотеки составляет 10 000 единиц, читальный зал рассчитан на 10 читателей. В библиотеке действует Женский клуб, также здесь проводит свои мероприятия Общество пенсионеров.

## Известные личности
- В деревне живёт Герой Социалистического Труда Лейда Пейпс[15].
- Пяри — место рождения крупного эстонского военного деятеля генерала Густава Ионсона.